# سولكينغ
عبد الرؤوف درّاجي (10 ديسمبر كانون الأول 1989- ) هو رابر و‌مغني و‌راقص جزائري معروف بـ سولكينغ وعرف كـ إم سي سول حتى 2013 قبل تغيير اسمه الفني لسولكينج بروك بعد هجرته لفرنسا، معروف بأغاني الريغي و‌الراب و‌الهيب هوب.

## حياته
ولد في ضواحي العاصمة وكان والده موسيقيا. شكل فرقة الراب Africa Jungle وأصدر معهم ألبومين .هاجر إلى فرنسا عام 2015 حيث وقّع عقدا مع Affranchis Music وله نجاحات في قائمة الأغاني الفرنسية بأغان مثل Guerilla وDalida حيث استعمل اقتباس من أغنية "Parole Parole" لـ داليدا. أصدر ألبوم Fruit de démon عام 2018 وصل إلى المرتبة الرابعة في لائحة الألبومات الفرنسي.

## الألبومات
| الألبوم                        | تاريخ الإصدار | العلامة التجارية                               |
| ------------------------------ | ------------- | ---------------------------------------------- |
| فواكه الشيطان - Fruit du démon | 2 نوفمبر 2018 | Affranchis Music / Hyper Focal كابيتول ريكوردز |
| كلاسيكي - Vintage              | 20 مارس 2020  | Affranchis Music / Hyper Focal                 |
| بدون تأشيرة - Sans visa        | 27 مايو 2022  | Affranchis Music / Hyper Focal                 |

## أغانيه
- Dounia
- Guerilla
- Milano
- Dalida
- Zemër
- Meleğim فت دادجو
- حياتي فت ميرو
- لونا مع ليندا شهرزاد
- Bebter
- Liberté
- ya lbahri
- sans visa
- parono
- baila
- fiesta
- balader
- maria
- et d'autre

## روابط خارجية
- سولكينغ على موقع IMDb (الإنجليزية)
- سولكينغ على موقع ألو سيني (الفرنسية)
- سولكينغ على موقع ميوزك برينز (الإنجليزية)
- سولكينغ على موقع أول ميوزيك (الإنجليزية)
- سولكينغ على موقع ديسكوغز (الإنجليزية)